# Kim Yaroshevskaya
Kim Yaroshevskaya (en russe : Ким Ярошевская), née à Moscou (RSFS de Russie, URSS) le 1er octobre 1923 et morte le 12 janvier 2025 à Verdun, est une actrice, auteure et scénariste québécoise d'origine russe.

## Biographie

### Enfance et débuts
Kim Yaroshevskaya est née le 1er octobre 1923 en Union soviétique dans une famille juive. Ses parents, révolutionnaires communistes de la première heure, l'ont d'ailleurs prénommée ainsi en l'honneur de l'Internationale des jeunes communistes, organisation dont l'acronyme en russe s'écrit « Ким ».
Peu à peu, après la mort de Lénine, s'impose le pouvoir de Staline et, avec lui, l'emprise d'un pouvoir totalitaire qui culmine dans les années 1930. C'est dans ces circonstances que le père de Kim est envoyé en prison et que sa mère meurt peu après. Elle va habiter chez sa grand-mère paternelle avant d'émigrer au Québec à l'âge de dix ans, où elle habite avec une tante,. Elle fréquente l'école anglophone.
Yaroshevskaya entre à l'École des beaux-arts de Montréal en 1940, où elle apprend le français. Elle est naturalisée canadienne en 1945.
Dans les années 1950, elle fait partie d'une troupe de théâtre collective (le Théâtre Le Grenier) où elle crée, en 1954, le personnage de la poupée Fanfreluche, qu'elle incarnera à la télévision de Radio-Canada pendant une quinzaine d'années dans les émissions télévisées Fafouin, La Boîte à Surprise et Fanfreluche.

### Carrière cinématographique et littéraire
Entre 1968 et 1971, Kim Yaroshevskaya écrit, scénarise et interprète tous les épisodes de la série Fanfreluche. Plusieurs décennies plus tard, ce personnage iconique figure parmi les géants, lors du défilé de la Fête nationale du Québec.
Actrice au théâtre, elle tient des rôles importants dans une cinquantaine de pièces sur les principales scènes montréalaises, où elle jouera notamment Tennessee Williams, Ionesco, Tchékhov, García Lorca, Pirandello et Camus, ainsi que des auteurs québécois (Robert Gurik, Réjean Ducharme).
Parallèlement à cette carrière, elle participe à plusieurs autres émissions télévisées, notamment la série canadienne-anglaise Home Fires en 1980 et Anouchka en 1984. Elle se joint par la suite aux distributions de Ent'Cadieux (1993–1999) et de Mon meilleur ennemi (2001–2002). Elle joue également dans une quinzaine de films.
Mais Kim est surtout reconnue pour avoir marqué deux générations de jeunes Québécois avec ses rôles dans Fanfreluche (de 1968 à 1971) et Passe-Partout (de 1977 à 1987).
Elle est récipiendaire de l'Ordre du Canada en 1991.
En novembre 2017, Kim, alors âgée de 94 ans, publie sa biographie intitulée Mon voyage en Amérique, « produit dérivé d'une lecture faite au Théâtre de Quat'Sous en février 2015. » Dans ce livre, elle raconte les circonstances dans lesquelles elle a quitté Moscou pour aller vivre au Québec. Cet album prend la forme d'un album photographique, d'un conte autobiographique en même temps d'être un recueil de souvenirs. Ce « texte donne à voir les événements qui ont marqué l'enfance de Kim Yaroshevskaya : la vie avec sa grand-mère, la décision de ses grands-parents de l'envoyer vivre en Amérique, le départ de Moscou ; puis le voyage qui, de Leningrad à Liverpool en passant par Londres et Québec, mène finalement la petite Kim chez sa tante, à Montréal. »  
Elle célèbre son centième anniversaire le 1er octobre 2023.
Kim Yaroshevskaya meurt le 12 janvier 2025 à l'âge de 101 ans des suites d'une chute quelques semaines avant son décès. Des amies comme Pascale Montpetit, Sophie Faucher et Violette Chauveau l'ont accompagné durant ses derniers moments à l'hopital et ont confié que Kim était demeurée autonome jusqu'à son accident, vivant seule dans son appartement de L'Île-des-Sœurs, ayant conservé la capacité de marcher jusqu'à la finet n'utilisant une marchette qu'à l'occasion.

## Prix et honneurs
- 1954 : prix Eaton de la meilleure actrice secondaire (rôle de la poupée Fanfreluche) décerné dans le cadre du Festival dramatique (région ouest du Québec)[17].
- 2002 : nomination aux Gémeaux dans la catégorie de la meilleure actrice de soutien pour une série ou une émission dramatique (Ent'Cadieux)[18].
- 2017 : nommée compagne de l'Ordre des arts et des lettres du Québec décerné par le Conseil des arts et des lettres du Québec[19].

## Œuvres

### Actrice au cinéma
- 1984 : La Femme de l'hôtel : l'étrangère
- 1985 : Le Matou : une voisine
- 1986 : Sonia : Sonia
- 1986 : Henri : Dre Lamarre
- 1986 : Anne Trister : la mère
- 1987 : Juste un enfant
- 1987 : Rue du clown triste
- 1987 : Charles et François : (voix)
- 1988 : À corps perdu : Noémie
- 1989 : La Lettre d'amour (film) : (voix)
- 1989 : Les Heures précieuses : Mme Doyon
- 1990 : Cuervo : Clorinda / Hortense
- 1990 : Simon les nuages : Mlle Margot
- 1990 : Rafales : la dame russe
- 1990 : Manuel, le fils emprunté : la mère
- 1993 : Le Sexe des étoiles : la concierge
- 1997 : Dancing on the Moon : Grandmother
- 2015 : L'Origine des espèces de Dominic Goyer : Svetlana

### Actrice à la télévision
- 1954 – 1955 : Fafouin : Fanfreluche
- 1954 – 1957 : L'Île aux trésors
- 1956 : Owata : une amérindienne (danseuse)
- 1956 – 1967 : La Boîte à Surprise (série TV) : Fanfreluche et la fée Gailurette
- 1957 : Ping et Pong : Fleur de Lotus
- 1958 : La Clé des champs
- 1959 : Le Joueur (télé-théâtre)
- 1959 : L'Enjeu
- 1959 – 1963 : Le Grand Duc (série télévisée)
- 1966 – 1967 : Suivez cet homme
- 1968 – 1971 : Fanfreluche (série TV) : Fanfreluche
- 1977 – 1984 : Passe-Partout (série TV) : grand-mère
- 1980 : Le Château de cartes : Varicelle
- 1980 : Home Fires (série TV) : Hanna Lowe
- 1982 : Peau de banane (série TV) : Ludmilla Popov
- 1984 : Anouchka (série TV) : Katia Fouchet
- 1990 : D'amour et d'amitié (série TV) : Dounia
- 1992 : Coup de chance (TV)
- 1993 – 1999 : Ent'Cadieux : Olga Magaloff
- 2001 – 2002 : Mon meilleur ennemi : sœur Magdalena
- 2003 : Au pays de Fanfreluche (téléfilm documentaire sur sa vie et carrière)

### Comédienne au théâtre
- 1954 : Les Aventures du Pirate Maboule (pièce de théâtre)
- 1958-1959 : La Revue Ali-Baba
- 1959 : Crime et châtiment : Catherine
- 1960 : Fin de partie : Nell
- 1960 : Les Trois sœurs : Olga
- 1961 : Oreste, ou Les Choéphores : Chœur
- 1961 : Été et fumée (en) : Alma
- 1961 : Une Femme douce
- 1961 : La Jeune fille à marier : la jeune fille
- 1962 : Ce Fou de Platonov
- 1962 : La Leçon : l'élève
- 1962 : La Cantatrice chauve : Madame Martin
- 1962 : Ubu roi : Personnage hurlant et s'escrimant
- 1962 : Aria da capo (en anglais, présentée au Shoestring Theatre)

### Comédienne à la radio
- 1960 : Agaguk (adaptation radiophonique)
- 1960 : Marie-Madeleine et le marchand de velours (de Louise Darios)
- 1962 : Nuit noire (adaptation radiophonique de la pièce de Claude Socorri)
- 1962 : La Flambée (pièce radiophonique de Charlotte Savary)

### Chorégraphe
- 1951 : Les pageants de Shawinigan
- 1955 : Georges Dandin ou Le Mari confondu

### Scénariste
- 1968 – 1971 : Fanfreluche.

### Publications
- La Petite Kim (avec Luc Melanson), Montréal, Boréal, 1998, 24 p. (ISBN 2-8905-2865-0 et 978-2-8905-2865-9)  (en) Little Kim's doll (with Luc Melanson), Toronto, Douglas & McIntyre, 1999, 24 p. (ISBN 978-0-8889-9353-3)
- Contes de Fanfreluche, tome 1 : Connaissez-vous le petit chaperon bleu et petit chaperon jaune?(livre et CD), Montréal, Alexandre Stanké, 2003, (ISBN 2-8955-8125-8 et 978-2-8955-8125-3)
- Contes d'humour et de sagesse (musique de Denis Poliquin), Montréal, Éditions Planète Rebelle, 2012, (ISBN 978-2-9237-3572-6)
- Mon voyage en Amérique, Montréal, Boréal, 2017, 144 p. (ISBN 9782764624890)